# Каникулы маленького Николя
«Каникулы маленького Николя» (фр. Les vacances du petit Nicolas) — французская комедия Лорана Тирара 2014 года. Фильм, снятый по мотивам одноименной книги Рене Госинни и Жана-Жака Семпе. Фильм был выпущен во Франции 9 июля 2014 года.

## Сюжет
Учебный год наконец-то подошёл к концу! Десятилетний Николя вместе с мамой, папой и бабушкой, которую он зовёт Меме, отправляется на каникулы в Бретань, на берег Атлантики. Море, пляж, чистый воздух, отель «Бо-Риваж» (что означает «Красивый берег»), владельцы отеля семья Легуано и другие отдыхающие — вот чем богат Бен-ле-Мэр. Здесь у Николя появляются друзья: местный Блез, плакса Крипен, обжора Фруктюйе, англичанин Джорджо и зануда Ком. Также от Николя не отстаёт Изабель, которая в него, видимо, влюбилась. Взрослые шутят: «Какая парочка! Я уже слышу звон свадебных колоколов!» Николя в панике. И тут-то начинаются настоящие проблемы…

## В ролях
| Актёр                   | Роль                                                                 |
| ----------------------- | -------------------------------------------------------------------- |
| Матео Бойсселье         | Николя                                                               |
| Чанн Аглат              | Мари-Эдвиж                                                           |
| Эрья Малатье            | Изабель                                                              |
| Саймон Бовье            | Блез, друг Николя, местный в Бретани                                 |
| Хьюго Супулведа         | Фруктюйе, друг Николя, обжора и едок                                 |
| Реми Ларди              | Крипен, друг Николя, плакса                                          |
| Мариус Одибер           | Джорджо, друг Николя, англичанин                                     |
| Клеман Бургён           | Ком, друг Николя, зануда                                             |
| Кад Мерад               | папа Николя по прозвищу «Зайка-Попрыгайка»                           |
| Валери Лемерсье         | мама Николя                                                          |
| Доминик Лаванан         | Меме, бабушка Николя, тёща папы Николя, мать мамы Николя             |
| Були Ланнерс            | месье Берник, школьный товарищ папы Николя, папа Изабель             |
| Жюдит Анри              | мадам Берник, жена месье Берник, мама Изабель                        |
| Даниэль Прево           | месье Роже Мушбум, шеф папы Николя                                   |
| Франсуа Ксавьер-Демасон | месье Дюбон по прозвищу «Бульон», школьный надзиратель               |
| Брюно Лоше              | месье Легуано, хозяин отеля «Бо-Риваж»                               |
| Фабьен Галула           | мадам Легуано, хозяйка отеля «Бо-Риваж»                              |
| Лука Дзингаретти        | месье Массимо Массини по прозвищу «Маэстро», кинопродюсер, итальянец |
| Франсис Перрен          | директор школы                                                       |

## Производство

### Съёмки
Фильм был в основном снят на острове Нуармутье, а точнее в Plage des Dames. Три сцены были сняты на острове Юэ, на пляже Сукс, в старом замке и на порту Колеса (удалённая сцена).